# Paweł Protasiewicz
Paweł Protasiewicz (ur. 1 maja 1948) – polski żużlowiec.
Ojciec Piotra Protasiewicza, również żużlowca.
W latach 1967–1977 startował w barwach klubu Falubaz (Zgrzeblarki) Zielona Góra w rozgrywkach z cyklu Drużynowych Mistrzostw Polski, w 1973 r. zdobywając brązowy medal. W tym samym roku zakwalifikował się (jako rezerwowy) do finału Indywidualnych Mistrzostw Polski. Czterokrotnie startował w finałach Młodzieżowych Indywidualnych Mistrzostw Polski (najlepszy wynik: Zielona Góra 1970 – V miejsce). Był również trzykrotnym finalistą "Srebrnego Kasku", w 1970 r. zajmując w końcowej klasyfikacji tego turnieju II miejsce.